# Oreonectes polystigmus
Oreonectes polystigmus är en fiskart som beskrevs av Du, Chen och Yang 2008. Oreonectes polystigmus ingår i släktet Oreonectes och familjen grönlingsfiskar. Inga underarter finns listade i Catalogue of Life.